# Xie Weijin
Xie Weijin (xinès simplificat: 谢唯进, pinyin: Xiè Wéijìn; Dashita, Guangpu, Bishan, Sichuan, 1899 ó 1904 - 13 d'octubre del 1978). El seu nom de naixement era Xie Zhixiang (xinès simplificat: 谢芝祥, pinyin: Xiè Zhīxiáng), i conegut per l'àlies Lin Jishi (xinès simplificat: 林济时, pinyin: Lín Jìshí), fou un militar xinés, coronel de l'Exèrcit Popular d'Alliberament.
El 1916 va ingressar a l'escola Shanghai Nanyang i va participar al Moviment del quatre de maig. L'octubre de 1919, juntament amb 150 joves estudiants xinesos, inclosos Li Fuchun, Li Weihan i Zhang Kundi, van anar a França per a un programa d'estudi i treball. El 1925 es va unir a la branca europea de la Lliga de la Joventut Comunista, i el gener de 1926 es va traslladar al partit i es va convertir en membre del Partit Comunista Xinés. L'octubre de 1936, com a cap de la branca alemanya i amb l'àlies Lin Jishi, va organitzar als membres xinesos del partit a l'estranger per a participar en les Brigades Internacionals de la Guerra Civil espanyola, formant part del Batalló Austríac. Durant una batalla, va resultar ferit greument a la cama dreta i va ser posteriorment enviat a un hospital de Múrcia. A principis del 1939 es va refugiar a França, estant en un camp de concentració fins al març de 1940.
Juntament amb la seua esposa, la ucrainesa Anna Kapeller, torna a la Xina on fa d'enllaç amb l'Exèrcit de la Huitena Ruta a Chongqing. Després de la Segona Guerra Sinojaponesa, el 1946, representà el Partit Comunista a les converses de pau amb el Guomindang. Amb la represa de les hostilitats, s'uneix a l'Exèrcit Popular d'Alliberament, i participa en diverses batalles, retirant-se el 1963. La seua dona se separà i marxa amb el fill a la Unió Soviètica. Acusat de revisionista durant la Revolució Cultural, Xie Weijing visqué a Nanchong amb una filla adoptada que va cuidar d'ell. Els seus objectes de la Guerra Civil Espanyola es troben al Museu Nacional de la Xina.